# Anders Sundberg
Anders Martin Sundberg, född 4 mars 1923 i Stockholm, död 21 oktober 2009, var en svensk direktör.

## Biografi
Sundberg var son till grosshandlaren Philip Sundberg och Anna Ohlsson. Han tog studentexamen 1943 och studerade vid Harvard College 1946 samt Harvard Business School 1948. Sundberg var anställd vid Telefonaktiebolaget L M Ericsson i New York, Colombia och Mexiko 1948-1955. Han var verksam för AB Contram 1955, verkställande direktör där 1959 och direktör vid AB Alfa Laval från 1964.
Han var styrelseledamot i AB Contram, AB Seratus och Norrlands handelsjärn. Sundberg var ledamot i kommunfullmäktige i Vallentuna 1959-1962. Han tog reservofficersexamen vid Kungliga Sjökrigsskolan 1945 och var fänrik i kustartilleriets reserv.
Sundberg gifte sig 1951 med Hagar Johannesson (1924-2013), dotter till förste baningenjör Alfred Johannesson och Lillie de Val. Sundberg är far till Anders (född 1952), Anna (född 1954) och Martin (född 1956). Sundberg avled den 21 oktober 2009 och gravsattes den 3 maj 2010 på Sandsborgskyrkogården i Stockholm.